# Black River (Queensland)
Pour les articles homonymes, voir Black River.
La Black River est une rivière située dans le nord du Queensland en Australie.

## Géographie
La rivière prend sa source près de Ben Lomond East dans la Cordillère australienne et s'écoule vers le nord-est. 
Dans les plaines de Bohle, le cours de la rivière suit la route Hervey Range Developmental Road. 
La rivière est traversée par la Bruce Highway près de Kulburr. Elle se déverse dans la mer de corail entre Yabulu et Beach Holm à environ 10 kilomètres au nord-ouest de Townsville.